# Rue Maurice des Ombiaux (Bruxelles)
Pour les articles homonymes, voir Rue Maurice des Ombiaux.
La rue Maurice des Ombiaux (en néerlandais : Maurice des Ombiauxstraat) est une rue bruxelloise de la commune de Schaerbeek qui va de l'avenue Princesse Élisabeth à l'avenue Monplaisir.

Elle porte le nom d'un écrivain belge, Maurice Des Ombiaux, né à Beauraing le 16 mars 1868 et décédé à Paris le 21 septembre 1943.